# Sara Korere
Sara Paulata Korere é uma política queniana. Ela é membro do parlamento pelo eleitorado de Laikipia Norte.

## Primeiros anos e educação
Korere nasceu em Laikipia. Ela teve a sua educação primária na Escola Primária Doldol e depois passou para a Escola Secundária Doldol e lá, ela realizou o seu ensino médio. Em 2000, ela concluiu a Egerton University com um diploma em educação agrícola e extensão.

## Carreira
Korere começou a trabalhar em 2001 no SARDEP, onde actuou como Mobilizadora Comunitária. Lá, ela trabalhou como oficial de programa da Visão Mundial até 2004, quando foi trabalhar na Comissão Eleitoral do Quénia como Coordenadora Adjunta do Condado de Laikipia. Antes da sua nomeação como membro do parlamento para a Assembleia Nacional do Quénia em 2013, ela actuou como Oficial de Desenvolvimento Comunitário da Ol Pejeta Conservancy. Em agosto de 2017, ela tomou posse como membro do parlamento pelo eleitorado de Laikipia Norte.

## Política
Em 2013, ela foi eleita membro do parlamento pelo eleitorado de Laikipia Noruth. Ela é conhecida por ter travado uma batalha física com o ex-membro do Parlamento de Laikipia North, Mathew Lempurkel após a sua nomeação. Ela ganhou a cadeira durante as eleições gerais de 2017 e foi empossada.
Em 18 de setembro de 2017, ela foi a tribunal contra Mathew Lempurkel por agredi-la em 21 de novembro de 2016.